# Колерумиц (Удине)
Колерумиц је насеље у Италији у округу Удине, региону Фурланија-Јулијска крајина.
Према процени из 2011. у насељу је живело 316 становника. Насеље се налази на надморској висини од 235 м.